# Венецианский Кипр
Венецианский Кипр (греч. Κύπρος υπό Βενετική κυριαρχία, итал. Cipro veneziana); официальное название Королевство Кипр (лат. Regnum Cypri, греч. Βασίλειο της Κύπρου, итал. Regno di Cipro) — период в истории Кипра, когда остров представлял собой самую восточную экономическую колонию, а заодно и военную крепость Венецианской республики в Средиземноморье в период между 1489—1571 годом. История венецианского Кипра завершилась в результате победоносного вторжения войск Османской империи, которые после многомесячной осады овладели тремя крепостями острова и включили его в состав Османской империи. Ввиду нарастающей османской угрозы, венецианцы уделяли наибольшее внимание развитию военной инфраструктуры острова — строительству крепостей, мостов и дорог. Экономическая жизнь держалась на производстве и экспорте сахара, хлопка и вина. В венецианский период экономика Кипра, несмотря на былую славу капиталистической машины Венеции, постепенно приходила в упадок из-за деградации городов, сокращения торговли с континентом, низкой эффективности крепостного труда эксплуатируемых греческих крестьян, а также из-за нарастания конфликтности между православным греческим населением, находящимся в подчинённом положении, и венецианским меньшинством, насаждавшим католицизм. Во внешней политике попытки Венеции играть на противоречиях между более лояльными к её региональному присутствию египетскими мамлюками на юге и открыто враждебными к Венеции (но более терпимыми к греко-православию) турками-османами на севере потеряли смысл после захвата турками Египта в 1517 году.

## Инкорпорация

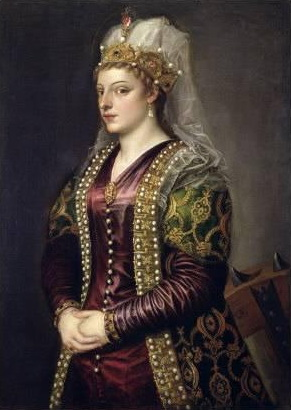
Портрет венецианки Катерины Корнаро, последнего монарха Кипрского королевства. Тициан

Венеция очень долго, почти пять столетий, шла к непосредственному включению Кипра в свой состав. Первые венецианские купцы начали наращивать своё торговое присутствие в тогда ещё византийском Кипрe после 1000 года. Несмотря на значительную военно-торговую мощь Венеции в период своего максимального могущества (середина XIII века), планы островной монархии на Кипре всякий раз в политическом отношении предвосхищали другие соперники в борьбе за богатства Передней Азии: сначала франкские рыцари создали здесь Кипрское королевство, которое в целом заслужило расположение местного греческого населения, в особенности его более знатной прослойки. Кипро-генуэзская война, завершившаяся в 1374 году, привела к отторжению от Кипрского королевства его главного торгового порта — г. Фамагуста, приносившего основную часть поступлений в казну, и наложение огромной контрибуции, поставившей королевство на грань банкротства, привело к тому, что Кипр попал в непреодолимую финансовую зависимость в первую очередь от Генуи, хотя также и от Венеции, что позволило последней постоянно держать остров под своим радаром. Последствия кипро-генуэзской войны были столь разрушительны для Кипрского королевства, выразились в таких материальных потерях и убытках, что королевство не смогло уже вернуться на предыдущий уровень экономического развития и политического могущества вплоть до конца своего существования в 1489 году, что было на руку Венеции. Решающим фактором в аннексии острова Венецией было то что последняя королева Кипра, Катерина Корнаро, была по происхождению венецианкой. Под давлением она передала остров Венеции в обмен на владение округом Азоло в пределах венецианской террафермы. Прямое вторжение Венеции помогло ликвидировать вассальную зависимость Кипра от египетских султанов, установленную в 1426 году, но османскую угрозу Венеции была снять уже не под силу.

## Управление

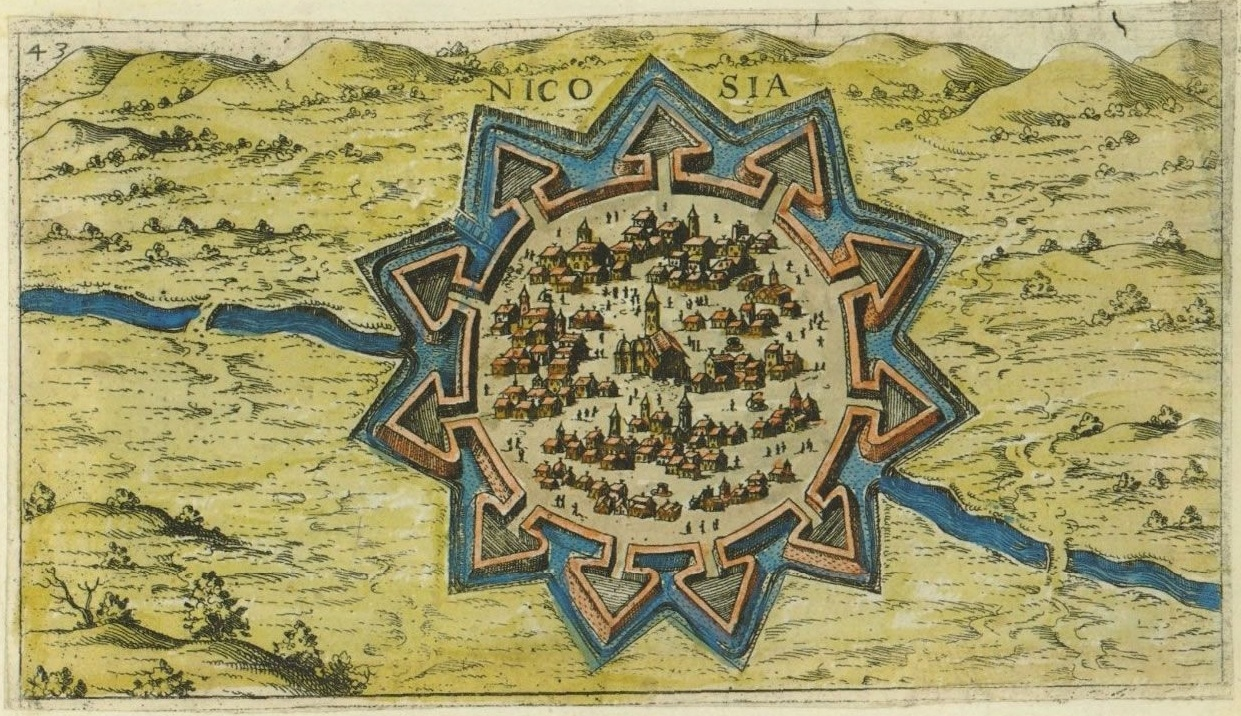
Карта военных укреплений г. Никосия венецианского картографа Джакомо Франко, показывающая Венецианские стены Никосии, возведённые для отражения османских атак

В целом венецианское правление на Кипре проходило в обстановке судорожной подготовки к неминуемому османскому вторжению и скорее напоминало затянувшуюся агонию. Местное же греческое население при этом находилось в состоянии безразличия и оцепенения по отношению к османам и нарастающей ненависти по отношению к венецианцам. Коррупция, которую венецианцы не в состоянии были искоренить, не облегчала жизнь простых греков. Кроме этого, венецианцы подняли налоги для финансирования строительства оборонительных сооружений и занимались насаждением католичества, вызывая недовольство греческих священников. Как и на Крите, венецианцы практически полностью отстранили пассивное и инертное греческое население от участия в политической жизни страны, a их политика планомерного вытеснения православных канонов католическими и полное упразднение местного православного духовенства раздражала местное население. Доходило до того, что местные греки открыто сотрудничали с турками, которые предоставляли большую автономию православной церкви на землях, отнятых у Византийской империи. Более того, постепенный захват турками всех греческих земель создавал атмосферу неминуемого падения Кипра в греческой общине острова. Большинство греков подсознательно готовило себя к новой жизни в мусульманском государстве. Но венецианцы даже в этой критической ситуации практически не шли на уступки местному населению.

## Демография и языковая ситуация
На пике Лузиньянского правления в XIII веке Кипр пережил бурный экономический расцвет, став своего рода центром торговли и культуры восточного Средизменоморья. На остров устремились многочисленные переселенцы самых разных национальностей со всех концов Европы и Леванта, а его население достигло полумиллиона человек. К началу XIV века на острове также оформился синтез греко-киприотской и франко-киприотской культур.
Но окончательный захват мусульманами континентальных владений Латинского востока в 1291, а затем и Кипро-генуэзская война первой четверти ХIV привели к постепенной маргинализации экономики лузиньянского Кипра. Его былое экономическое величие ещё более потускнело после того как остров признал зависимость от мамлюкского Египта. В результате миграционного оттока и набегов мусульманских пиратов население острова сократилось к концу XV века в пять раз по сравнению с пиковыми значениями XIII века — до 100 тыс. жителей. Попытки Венеции стабилизировать положение после 1489 года имели определённый успех: к концу венецианского правления на острове проживало около 180—200 тыс. человек. Однако рост населения произошёл лишь в среде беднейшего греческого крестьянства. В результате остров подвергся сильной рурализации. Его некогда высококультурная городская жизнь пришла в упадок, так как венецианцы относились к Кипру лишь как к военному форпосту, a оставшиеся два городских поселения (Никосия и Фамагуста) выполняли теперь лишь военно-оборонительную функцию. Ухудшающиеся отношения венецианской администрации и османов отпугнули местное греческое купечество, которое массово устремилось в османские порты Анатолии и Балкан, пользуясь преимуществами Pax Ottomana.
Дворянство пребывало в полном упадке, да и посвящение в него при венецианской военной администрации практически прекратилось. Из-за презрения венецианской администрации к грекам, на острове осталось лишь 5—6 знатных греческих семей, при том что в лузиньянский период количество франко-греческих дворянских линий доходило до 60. Более того, учитывая давление османов, практически все более или менее социально мобильные дворяне, мещане и интеллигенция всех национальностей активно эмигрировали в Венецию и другие, более безопасные, города венецианской террафермы.
Венецианский язык новой военно-административной верхушки оказал заметно меньшее влияние на местную разновидность греческого во многом потому что прибывшие в конце ХV венецианские чиновники и военные столкнулись с тем что делопроизводство на Кипре было уже хорошо налажено на местных изводах французского и греческого, а потому новый язык на Кипре если и использовался, то очень ограниченно, в основном как вариативное дополнение к близкородственным французскому и латинскому языкам.

## Внешняя политика Венеции в регионе
Крит и Кипр были главными заморскими владениями Венецианской республики. Население к началу XVI века составляло около 200 000 человек. Помимо выгодного местоположения, которое позволяло контролировать торговлю с Левантом, на острове было налажено производство хлопка и сахара. Для сохранения самой отдаленной своей колонии венецианцы заключили с египетскими мамлюками соглашение, по которому ежегодно выплачивали Каиру 8 000 дукатов «отступными», а после завоевания Египта османами в 1517 году аналогичное соглашение Венеция вынуждена была подписать теперь уже с Османской империей, окружившей Кипр со всех сторон кроме западной. Стратегически выигрышное расположение острова в восточном Средиземноморье между Анатолией, Левантом и Египтом делало Кипр очевидной целью будущей османской экспансии. Кипрские венецианские власти предоставляли базу и убежище для христианских пиратов, нападавших на османские суда, в том числе и с мусульманскими паломниками в Мекку, что служило дополнительным раздражающим фактором для всех без исключения исламских правителей.

## Падение
Тем временем, Османская империя продолжала расширяться и венецианский Кипр судорожно готовился к атаке с севера. Султан Селим II, пришедший к власти в 1566 году, решил захватить Кипр (существует легенда, что причиной этому была любовь пьяницы-султана к хорошему кипрскому вину). С начала 1568 года в Венецию начали поступать тревожные известия: турецкие агенты начали разжигать недовольство среди населения Кипра, турецкие корабли разведывали кипрские гавани, султан заключил с императором Максимилианом II восьмилетнее перемирие, высвободив тем самым свои войска. Венецианцы в срочном порядке возводили укрепления Никосии и Фамагусты. Но и они не смогли сдержать натиска Османской империи: в 1570 году Никосия была захвачена. Почти год спустя, после долгой осады, Фамагуста тоже была взята турками-османами. В ходе вторжения погибло или было продано в рабство около 56 000 жителей острова (в основном горожан, которых турки подозревали в сотрудничестве с венецианцами). Для возмещения потерь султан приказал поселить на Кипре 20 000 мусульман. Напротив, около 50 000 простых греческих крестьян турки не тронули, равно как и их имущество. Большинство из них давно сделало выбор в пользу османов, поскольку турки спокойнее относились к деятельности православной церкви. По условиям подписанного 3 марта 1573 года мирного договора Венеция отказалась от всех притязаний на Кипр. По условиям мирного договора Венеция брала обязательство платить султану по 300 тысяч дукатов в течение трёх лет и отказаться от всех притязаний на Кипр. Подписание мира между Венецианской республикой и Османской империей вызвало шок в Испании. Там полагали, что после победы при Лепанто турки не представляют угрозы, и поступок Венеции расценили как предательство христианского мира. Потеря Кипра привела к началу периода безраздельного господства османского флота в Восточном Средиземноморье, что фактически сделало неминуемым постепенную утрату Венецией также и Крита, завоевание которого турками началось в 1648 и закончилось в 1715 году. Западноевропейские порядки вернулись на Кипр только вместе с чиновниками и военными Британской империи в 1878 году.

## Наследие
В эпоху венецианского правления в местный кипрский диалект греческого языка вошли многие итало-венецианские заимствования: βαντζάρω «προχωρώ» (< avanzare), γάρπος «καμάρι» (< garbo), ζόπ-πος «αδέξιος» (< zoppo), κάστϊον «βάσανο» (< castigo), κουρτέλ-λα «μαχαίρι» (< coltella), πιν-νιάδα «πήλινη χύτρα» (< pignada).